# U-243
U-243 — средняя немецкая подводная лодка типа VIIC времён Второй мировой войны.

## История
Заказ на постройку субмарины был отдан 10 апреля 1941 года. Лодка была заложена 28 октября 1942 года на верфи «Германиаверфт» в Киле под строительным номером 677, спущена на воду 2 сентября 1943 года. Лодка вошла в строй 2 октября 1943 года под командованием оберлейтенанта Ганса Мартенса

### Флотилии
- 2 октября 1943 года — 31 мая 1944 года — 5-я флотилия (учебная)
- 1 июня 1944 года — 8 июля 1944 года — 1-я флотилия

### История службы
Лодка совершила один боевой поход. Успехов не достигла. Потоплена 8 июля 1944 года в Бискайском заливе к западу от Нанта, Франция, в районе с координатами 47°06′ с. ш. 06°40′ з. д. глубинными бомбами с австралийского «Сандерленда». 11 погибли, 38 членов экипажа спаслись.
Эта лодка была оснащена шноркелем.